# Piramida Amenemhata III (Hawar)
Piramida Amenemhata III w Hawarze – druga z piramid wzniesionych przez Amenemhata III, władcę starożytnego Egiptu z czasów Średniego Państwa, z XII dynastii. Zbudowana nieopodal Madinet el-Fajum – oazy Fajum, w pobliżu kanału, łączącego Nil z jeziorem Karun. Została wzniesiona pod koniec panowania władcy prawdopodobnie w wyniku wad konstrukcyjnych pierwszej piramidy, wzniesionej w Dahszur, zwanej Piramidą Czarną.

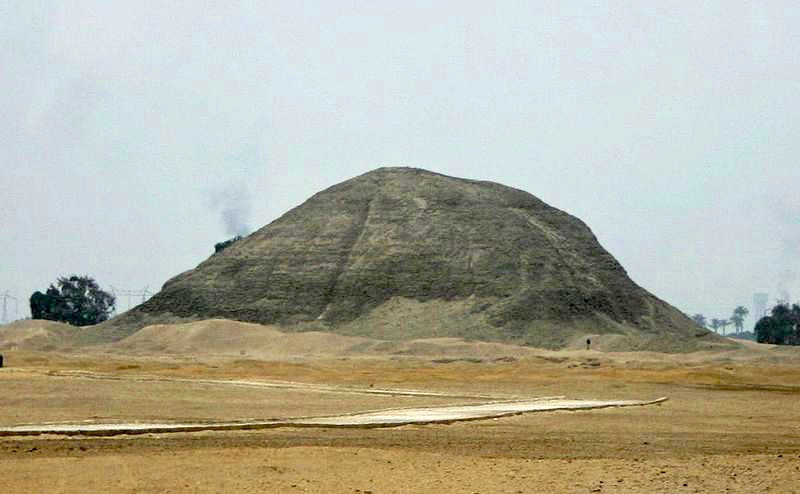
Piramida Amanemhata III w Hawarze

## Nazwa
W czasach starożytnych zwana była „Amenemhat żyje". 

## Rozmiary i konstrukcja
Wysokość piramidy pierwotnie sięgała 58 m, a długość boku podstawy 101,8 m. Jej część nadziemna zbudowana została z suszonej cegły mułowej, a całość budowli oblicowano wapieniem z Tura. 

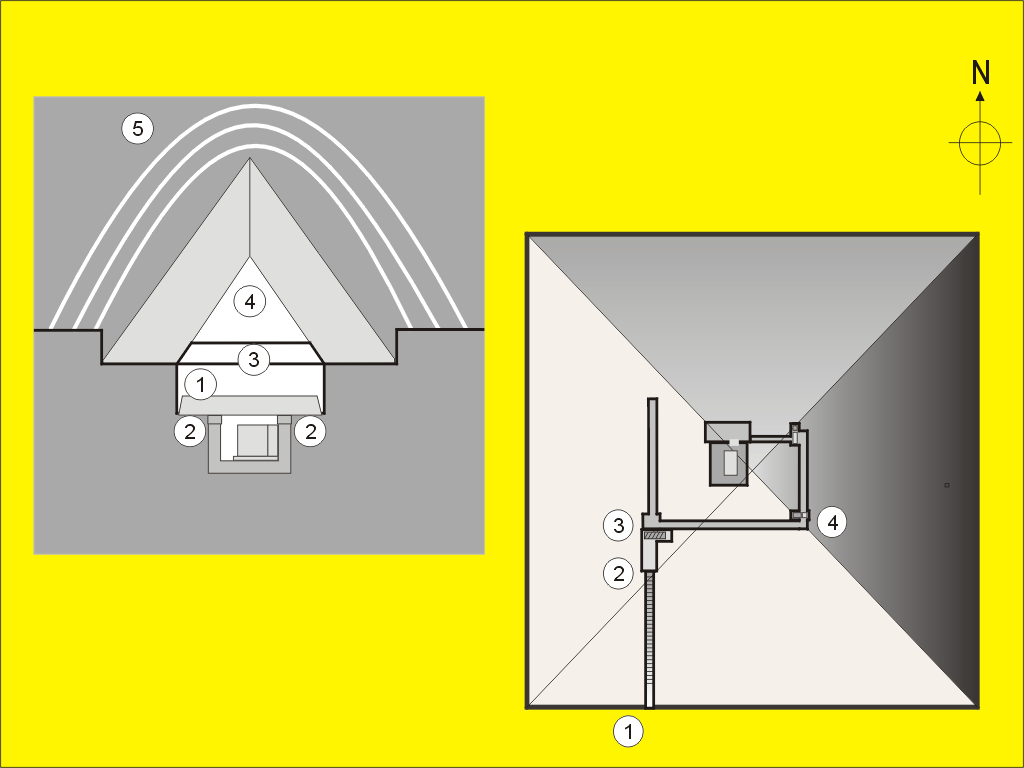
Piramida Amenemhata III - plan i przekrój komory grobowej
Piramida:
1) Wejście
2) Pierwsza Komora z ukrytym przejściem
3) Druga Komora
4) Druga Komora z ukrytym przejściem
5) Trzecia Komora z ukrytym przejściem
6) Przedsionek
7) Komora grobowa
Komora grobowa:
1) Strop głównej komory grobowej
2) Główna komora grobowa
3) Pierwsza pusta przestrzeń - strop płaski
4) Druga pusta przestrzeń - strop namiotowy
5) Ceglane sklepienie ponad stropem

Wejście do wnętrza znajdowało się w południowym licu piramidy, przesunięte o 24 m na zachód względem osi lica piramidy. Od wejścia wiódł korytarz ze schodami, prowadzący w dół do małej komory, za którą znajdował się niewielki pasaż zakończony ślepą ścianą. W stropie tego pasażu znajdowało się zamaskowane przejście zablokowane kamiennym blokiem o wadze ok. 20 ton nie różniącym się od innych użytych do budowy pasażu. Za potężną blokadą znajdowała się następna niewielka komora oraz dalsze korytarze, prowadzące do dalszych pomieszczeń. Na wprost prowadził korytarz zakończony ślepą ścianą, zbudowany dla zmylenia rabusiów. Był on całkowicie zablokowany, a w istocie prowadził donikąd. W kierunku wschodnim wiódł następny korytarz, zablokowany drewnianymi drzwiami, prowadzący do następnej niewielkiej komory, tak jak poprzednia mającej zamaskowane przejście, znajdujące się w jej stropie. Za tym kolejnym zamaskowanym przejściem, następny korytarz wiódł w kierunku północnym, a prowadził do kolejnej komory z kolejnym zamaskowanym przejściem, znajdującym się, tak jak poprzednio, w jej stropie. Za tą kolejną komorą znajdował się niewielki pasaż, prowadzący do szerokiego przedsionka. W obu krańcach przedsionka znajdowały się szyby, zablokowane wielkimi blokami kamiennymi i kamieniami. Jeden z nich prowadził do komory grobowej. Cała północna część przedsionka została również zablokowana wielkimi głazami i blokami kamiennymi. Dokonano tego w celu zmylenia rabusiów gdyż za ową blokadą znajdowała się jedynie północna ściana przedsionka. W czasie eksploracji piramidy w przedsionku znaleziono kilka alabastrowych naczyń i ołtarz ofiarny z wypisanym na nich imieniem córki Amenemhata - Neferuptah. Na wierzchniej stronie stołu ofiarnego wyrzeźbiono naczynia zawierające różne płyny, których nazwy wypisano obok każdego z nich. Hieroglificzne znaki przedstawiające żywe stworzenia przedstawiono z symbolicznymi okaleczeniami, bez nóg czy ogonów.

## Komora grobowa
Komora grobowa ma szczególną konstrukcję. Jej dolna część została wykuta w skale podłoża, zaś część górna zabudowana w masywie piramidy. Przed wzniesieniem nadziemnej części piramidy w skale podłoża wykuto szeroki prostokątny szyb. Znajduje się on po zachodniej stronie, przesunięty względem głównej osi piramidy. Został on wyłożony płytami kamiennymi, a następnie wsunięto do wnętrza główną część komory grobowej. Została ona wykuta w jednym ogromnym bloku żółtego kwarcytu w formie skrzyni bez wieka. Ma ona wymiary: 6,7×2,4×1,8 m, a jej waga szacowana jest na około 110 ton. Wyrzeźbiono ją i wypolerowano z niezwykłą precyzją, tak że styki wewnętrznych płaszczyzn - boków, w rzeczywistości stanowiące monolit, sprawiają wrażenie idealnie do siebie dopasowanych osobnych bloków o ścisłych szczelinach. Strop głównej części komory grobowej stanowiły trzy potężne płyty żółtego kwarcytu o grubości 1,2 m i wadze około 40 ton każda. Nie złożono ich jednak bezpośrednio na ścianach głównej komory, lecz na kamiennych blokach położonych na koronie boków komory. Ponad stropem głównej części komory znajdowały się dwie puste przestrzenie, skonstruowane dla zmniejszenia nacisku masy budulca piramidy na główną część komory kryjącą sarkofag władcy. Pierwsza przestrzeń przykryta była płaskim stropem, druga stropem namiotowym, którego dwie części, ważące około 50 ton każda wykonano z bloków wapiennych. Trzecim elementem mającym na celu zmniejszenie nacisku masy budulca piramidy na komorę grobową było sklepienie wykonane z trzech warstw cegły o łącznej grubości 90 cm, okrywające od góry strop namiotowy. 
Przed pogrzebem władcy jedna z trzech płyt stropowych głównej komory grobowej została uniesiona, a do wnętrza prowadziła niewielka pochylnia, przez którą wniesiono mumię króla. Po pogrzebie płyta stropowa spoczęła na swym miejscu, a pochylnia została dokładnie zabudowana płytami kamiennymi identycznymi jak pozostałe tworzące posadzkę przedsionka. Wewnątrz głównej komory grobowej znajdowały się dwa sarkofagi. Jeden należący do Amenemhata, drugi do jego córki Neferuptah. W obu sarkofagach znajdowały się kwarcytowe skrzynie na urny kanopskie. Pomimo licznych zabezpieczeń i zamaskowanych przejść w korytarzach prowadzących do komory grobowej oraz potężnych płyt stropowych samej komory, piramida Amenemhata III została całkowicie obrabowana, a ciała króla i prawdopodobnie także jego córki, wywleczone z sarkofagów i spalone. Podczas badania wnętrza piramidy sir William Flinders Petrie odnalazł fragmenty kości noszące wyraźne ślady spalenia. Od czasów starożytnych poziom wód gruntowych w tej części Egiptu znacznie podniósł się, co spowodowało wielokrotne zalewanie grobowca Amenemhata, a to z kolei spowodowało znaczne jego zniszczenie oraz prawdopodobnie zniszczenie mogących tam znajdować się cennych przedmiotów.